# Milan Rúfus
Milan Rúfus (Závažná Poruba, 1928. december 10. – Pozsony, 2009. január 11.) szlovák költő, irodalomtörténész, fordító és esszéíró.

## Élete
Kőműves családba született, a helyi népiskolában, majd a Michal Miloslav Hodžaról elnevezett liptószentmiklósi gimnáziumban tanult. Utóbbiban érettségizett 1948-ban. 1948 – 1952 között szlovák- történelem szakon folytatta tanulmányait a pozsonyi Comenius Egyetem bölcsészkarán. Főiskolai tanulmányainak végeztével a fakultás pedagógus munkatársa lett. A szlovák és a cseh irodalom történetéről tartott előadásokat. Az 1971 – 1972-es tanévben Nápoly egyetemén adott elő szlovák nyelv és irodalom témakörben. 1990-től 2009-ben bekövetkezett haláláig nyugdíjasként élt pozsonyi otthonában.

## Művei
Első költeményei a Prameň (’Forrás’), Nový rod (’Új tő’), Mladá tvorba (’Ifjú alkotás’), valamint a Borba című lapokban jelentek meg. Az Až dozrieme (’Míg beérünk’) című gyűjteménye jelentette az áttörést, amely jelentős előrelépésnek számított a költészet időbeli értelmezésében. Művészetében meghatározó a szimbolizmus, erős szociális érzést mutat, és megihlették Martin Martinček fényképész alkotásai is. Inspirálta ezen kívül a szlovák népköltészet, és több szlovák festő műve. A felnőtteknek szóló írásai mellett a gyerekeknek és a fiataloknak is szentelt könyveket.
Alkotásai a legjelentősebb költők közé sorolják Rúfust, aki autonóm szemlélettel tekintett az emberi cselekedetek, a szeretet, az igazság, a szépség, az emberi szenvedés és tragédia, és a 20. század második felében létező világ életbeli és erkölcsi értékeire. Nagyon fogékonyan és érzékenyen keresi az emberi lét értelmét és lényegét. Mélyen elmerül annak gondjaiba, fájdalmába, örömeibe, boldogságába és makacsságába. Költészete magas ideológiai, erkölcsi és esztétikai értéket képvisel, amely az ember világának többrétű terében gyökerezik.
Saját művei megírásán kívül versbe szedte Pavol Dobšinský Prostonárodnie slovenské povesti (’Szlovák népmesék’) című művét, valamint fordított norvégból, spanyolból, oroszból, és csehből. Írásait a világ számos nyelvén kiadták, többek között angolul, bolgárul, csehül, franciául, magyarul, németül, norvégul, lengyelül, cigány nyelven, oroszul, olaszul.

## Díjai, kitüntetései
- 1970 – Állami irodalmi díj
- 1990 – Aranykulcs nemzetközi díj
- 1991 – Tomáš Garrigu Masaryk Érdemrend III. fokozat

1991-től kezdődően háromszor jelölték irodalmi Nobel-díjra
- 1993 – Profily – Milan Rúfus címmel a Szlovák Televízió dokumentumfilmet forgaott róla Tatiana Syneková forgatókönyve alapján, Fedor Bartko rendezésében
- 1995 – Ľudovít Štúr Érdemrend 1. fokozat
- 1996 – Jozefa Cíger Hronský irodalmi díj
- 1998 – a Művészeti és kulturális világakadémia tiszteletbeli doktora
- 2001 – fesztiváldíj a macedóniai Strugában,
- 2005 – A kultuszminiszter elismerése a Báseň a čas (’Vers és idő’) című verseskötetért
- 2006 – Az Irodalmi Alap díja a 2005-ös év legjobb eredeti szlovák művéért, a Báseň a čas (’Vers és idő’) című verseskötetért
- 2008 – Crane Summit 2008 költészeti díj
- 2009 – Pribina keresztje szlovák állami kitüntetés I. fokozat – magas állami elismerés az ország kulturális fejlesztésében elért kivételes érdemeiért.

## (33158) Rúfus
A költőről nevezték el a (33158) Rúfus kisbolygót, amelyet Leoš Kornoš és Peter Kolény 1998 február 26-án figyeltek meg a Comenius Egyetem Matematika-fizika-informatika tanszékének asztronómiai és geofizikai obszervatóriumából.

## Műveinek listája

### Költeményei
- 1956 – Až dozrieme (’Míg beérünk’)
- 1966 – Chlapec (’Kisfiú’)
- 1968 – Zvony (’Harangok’)
- 1969 – Triptych ('Triptichon')
- 1969 – Ľudia v horách (’Hegyi emberek’), M. Martinček fotóival
- 1972 – Stôl chudobných (’Szegények asztala’)
- 1972 – Kolíska (’Bölcső’)
- 1973 – Hľadanie obrazu (’A kép keresése’), M. Martinček fotóival
- 1974 – Chlapec maľuje dúhu (’A kisfiú szivárványt fest’)
- 1974 – Kolíska spieva deťom (’A bölcső a gyermeknek énekel’)
- 1977 – Hudba tvarov (’Arcok zenéje’)
- 1978 – Hora (’Hegy’)
- 1982 – Óda na radosť (’Örömóda')
- 1987 – Prísny chlieb (’Szigorú kenyér’)
- 1992 – Neskorý autoportrét (’Kései önarckép’)
- 1996 – Čítanie z údelu (’Olvasás egy részletből’)
- 1997 – Žalmy o nevinnej (’Zsoltárok az ártatlanságról’)
- 1998 – Vážka (’Szitakötő’)
- 2000 – Jednoduchá až po korienky vlasov (’Egyszerű a hajtövekig’)
- 2001 – Čas plachých otázok (’A félszeg kérdések ideje’)
- 2003 – Čakanka (’Leshely’)
- 2005 – Báseň a čas (’Versés idő’)
- 2007 – Vernosť (’Hűség’)
- 2009 – Ako stopy v snehu (’Mint nyomok a hóban’)

2002 óta a MilaniuM kiadó gondozásában Milan Rúfustól eddig 9 gyűjteményes kötet jelent meg.

### Esszéi
- 1968 – Človek, čas a tvorba (’Ember, idő és alkotás’)
- 1969 – Štyri epištoly k ľuďom (’Négy episztola az emberekhez’)
- 1974 – O literatúre (’Az irodalomról’)
- 1978 – A čo je báseň (’És mi az a vers?’)
- 1996 – Epištoly staré a nové (’Régi és új episztolák’)
- 1998 – Rozhovory so sebou a s tebou (’Beszélgetések magammal és veled’)

### Ifjúsági- és gyermekkönyvei
- 1975 – Kniha rozprávok (’Mesekönyv’)
- 1980 – Sobotné večery (’Szombat esték’)
- 1985 – Rozprávočka veselá, zostaň ešte s nami (’Vidám kis mese, maradj még velünk’)
- 1986 – Studnička (’ A kutacska’)
- 1990 – Tiché papradie (’Csendes páfrányok’)
- 1990 – Modlitbičky (’Fohászok’)
- 1991 – Mechúrik Koščúrik s kamarátmi (’ Koščúrik, a hólyag és barátai’)
- 1993 – Lupienky z jabloní (’Almaszirom’)
- 1994 – Pamätníček (’Emlékkönyv’)
- 1995 – Modlitbičky za dieťa (’Fohászok gyermekért’)
- 1994 – Nové modlitbičky (’Új fohászok’)

### Fordításai
- 1957 – Szergej Alekszandrovics Jeszenyin: Válogatás
- 1958 – Mihail Jurjevics Lermontov: Álarcosbál
- 1966 – Henrik Ibsen: Peer Gynt
- 1973 – František Hrubín: 2 x 7 elbeszélés
- 1977 – František Hrubín: Poémák
- 1978 – František Hrubín: Hogyan értelmezzük az örömöt, válogatás Hrubín gyerekverseiből
- 1978 – Josef Kajetán Tyl: A dudás a paripával
- 1988 – José Martí: Az élet értelme
- 1991 – Zsoltárok és Jeremiás siralmai – az Ószövetségből
- 2007 – František Hrubín: Főj, főj, fazekacskám!

## Magyarul
- Válogatott versek; vál. Stanislav Šmatlák, ford. Bede Anna et al., utószó Rácz Olivér; Európa, Bp., 1973
- A költő hangja. Esszék; vál., ford. Koncsol László; Európa, Bp., 1981
- Liptói lantosok. Milan Rúfus és Pavol Strauss versei Tóth Sándor fordításában; Sikerx Bt., Bp., 2005

## Fordítás
- Ez a szócikk részben vagy egészben  a   Milan Rúfus  című szlovák Wikipédia-szócikk ezen változatának fordításán alapul.  Az eredeti cikk szerkesztőit annak laptörténete sorolja fel. Ez a jelzés csupán a megfogalmazás eredetét és a szerzői jogokat jelzi, nem szolgál a cikkben szereplő információk forrásmegjelöléseként.